# Lollipop (Band)

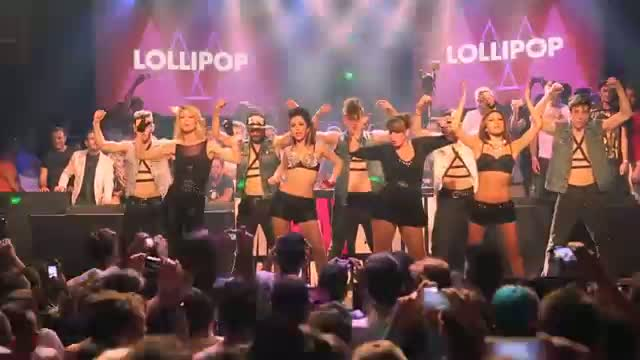
Lollipop (2013)

Lollipop ist eine italienische Girlgroup, die 2001 entstand. Nach der vorläufigen Auflösung 2005 kam es zuerst 2013 und dann 2017 zu Reunions.

## Geschichte
Die Girlgroup wurde im Rahmen der ersten italienischen Ausgabe der Castingshow Popstars, die ab 2000 auf Italia 1 ausgestrahlt wurde, zusammengestellt. Die fünf Mitglieder waren Marcella Ovani (* 1982 in Pesaro), Veronica Rubino (* 1981 in Caserta), Dominique Fidanza (* 1979 in Brüssel), Roberta Ruiu (* 1981 in Rom) und Marta Falcone (* 1976 in Bollate). Lollipop debütierte 2001 bei Warner mit der Single Down Down Down, die ein Nummer-eins-Hit in Italien wurde. Auch die Nachfolgesingles Don’t Leave Me Now und When the Rain waren erfolgreich. Das gesamte Debütalbum Popstars war in englischer Sprache gehalten.
Nach einer Mini-Tournee im Sommer 2001 kehrte die Gruppe beim Sanremo-Festival 2002 auf die große Bühne zurück. Dort präsentierte sie in der Hauptkategorie das Lied Batte forte, erstmals in italienischer Sprache, landete jedoch nur auf dem vorletzten Platz. Im Anschluss erschien eine Neuauflage des ersten Albums, gefolgt von einer weiteren Tournee. Schon in diesem Jahr kam es zu ersten Spannungen zwischen den Mitgliedern der Girlgroup und die Anfang 2003 veröffentlichte Single Credi a me (aus dem italienischen Soundtrack des Zeichentrickfilms Das Dschungelbuch 2) brachte nicht den erhofften Erfolg. Mit einiger Verzögerung erschien 2004 doch noch das zweite Album Together, bald darauf führten der Misserfolg und Unstimmigkeiten innerhalb der Gruppe zum vorläufigen Ende von Lollipop.
Dominique Fidanza konnte nach dem Ende der Gruppe im französischsprachigen Raum eine Solokarriere starten. Der Rest der Girlgroup fand sich 2013 wieder für eine Reihe von Konzerten zusammen und veröffentlichte die Single Ciao (Reload). Nach einer weiteren Pause meldete sich Lollipop, nun auch ohne Roberta Ruiu, 2017 ein weiteres Mal zurück. 2018 erschien die Single Ritmo tribale. Im Sommer 2019 wurde ein Dance-Mashup von Lollipops Sanremo-Beitrag Batte forte mit Gangnam Style über das soziale Netzwerk TikTok in China viral und verbreitete sich von dort als Batte Forte Dance Challenge u. a. auch nach Japan und Südostasien.

## Diskografie
Alben

| Jahr | Titel    | Höchstplatzierung, Gesamtwochen, AuszeichnungChartsChartplatzierungen (Jahr, Titel, Platzierungen, Wochen, Auszeichnungen, Anmerkungen) | Anmerkungen |
| Jahr | Titel    | IT | Anmerkungen |
| ---- | -------- | --- | ----------- |
| 2001 | Popstars | IT14 (17 Wo.)IT | Warner      |

- Together (2004)

Singles

| Jahr | Titel Album                 | Höchstplatzierung, Gesamtwochen, AuszeichnungChartsChartplatzierungen (Jahr, Titel, Album, Platzierungen, Wochen, Auszeichnungen, Anmerkungen) | Anmerkungen |
| Jahr | Titel Album                 | IT | Anmerkungen |
| ---- | --------------------------- | --- | ----------- |
| 2001 | Down Down Down Popstars     | IT1 (24 Wo.)IT |             |
| 2001 | Don’t Leave Me Now Popstars | IT9 (13 Wo.)IT |             |
| 2001 | When the Rain Popstars      | IT17 (7 Wo.)IT |             |
| 2002 | Batte forte Popstars 2002   | IT9 (10 Wo.)IT |             |
| 2003 | Credi a me                  | IT42 (1 Wo.)IT |             |
| 2004 | Dreaming of Love Together   | IT50 (1 Wo.)IT |             |

- Ciao (Reload) (2013)
- Ritmo tribale (2018)

## Belege
1. ↑  Lollipop, reunion dal “Ritmo Tribale”. In: Tgcom24. RTI, 26. April 2018, abgerufen am 29. März 2020 (italienisch).
2. ↑  Come le Lollipop sono diventate le regine di TikTok in Cina. In: Mediaset Play. RTI, 30. Januar 2020, abgerufen am 29. März 2020 (italienisch).
3. ↑  Guido Racca & Chartitalia: Top 100 FIMI Album. Lulu, 2013, S. 130.
4. ↑  Guido Racca & Chartitalia: Top 100 FIMI Singoli. Lulu, 2013, S. 113.